# Razvanje

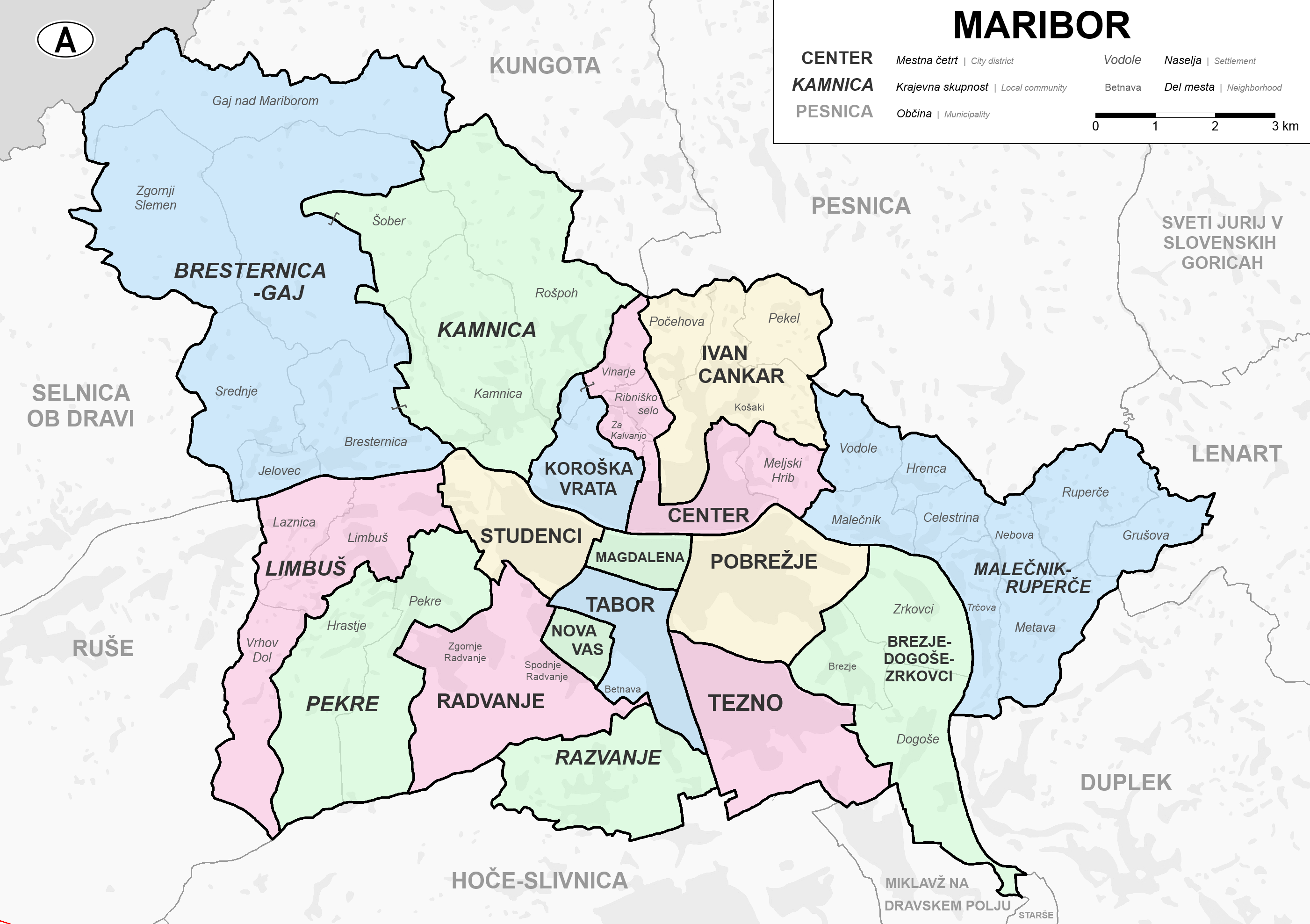
Razvanje liegt im Südosten von Maribor

Razvanje (deutsch Rosswein bei Marburg a.d. Drau) ist der Name einer Ortschaft und Ortsgemeinschaft (slow. Krajevna skupnost, KS) in der Stadtgemeinde Maribor in Slowenien. Sie liegt im Nordosten des Landes in der historischen Landschaft Spodnja Štajerska (Untersteiermark) und zugleich in der statistischen Region Podravska.

## Geschichte
Razvanje, früher auch Razvina genannt, ist erstmals schriftlich erwähnt als Razuuai im Jahr 985.

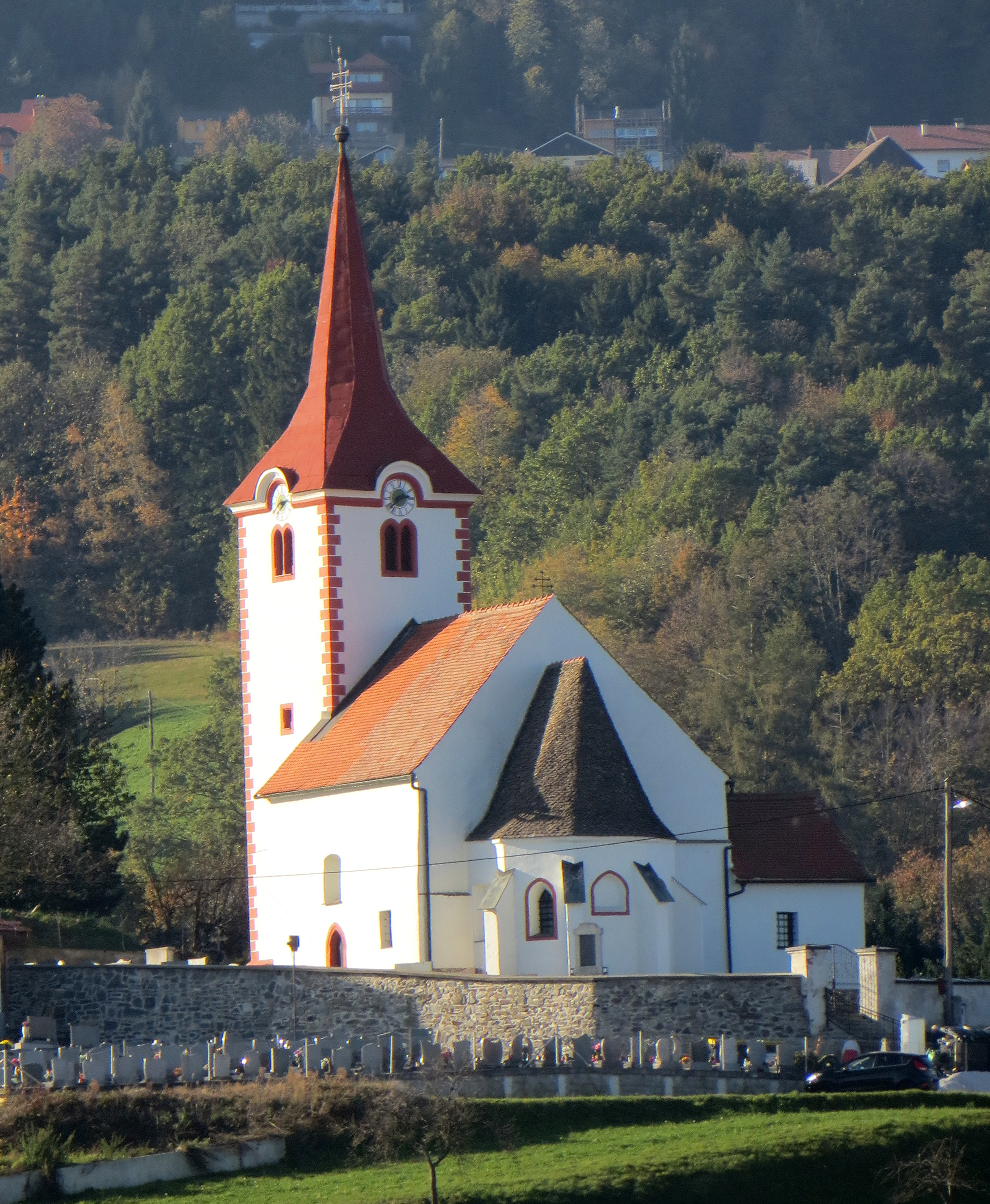
Michaelskirche Razvanje

## Geographie
Razvanje liegt am Nordrand des Bachergebirges (Pohorje) südlich der Drau (Drava). Die Ortschaft grenzt im Westen und Süden an die Gemeinde Hoče-Slivnica, im Nordwesten an den Stadtbezirk Radvanje, im Norden an den Stadtbezirk Tabor und im Osten an den Stadtbezirk Tezno.

## Sehenswürdigkeiten
- Das Wahrzeichen von Razvanje ist die Michaelskirche aus dem 12. Jahrhundert mit Ergänzungen aus dem 16. und 18. Jahrhundert.[7]
- Am nördlichen Rand der Ortsgemeinschaft, der Grenze zum Mariborer Stadtbezirk Tabor, liegt das Schloss Betnava (deutsch: Schloss Windenau)[8].